# In the Earth
In the Earth (estilizada como IN THE EⱯRTH) es una película de terror psicológico de ciencia ficción de 2021, escrita y dirigida por Ben Wheatley. La película está protagonizada por Joel Fry, Reece Shearsmith, Hayley Squires, Ellora Torchia, John Hollingworth y Mark Monero.
Tuvo su estreno mundial en el Festival de Cine de Sundance el 29 de enero de 2021, fue estrenada en Estados Unidos el 16 de abril de 2021, distribuida por Neon.

## Reparto
- Joel Fry
- Reece Shearsmith
- Hayley Squires
- Ellora Torchia
- John Hollingworth
- Mark Monero
- Diego Torres

## Producción
En septiembre de 2020, Ben Wheatley anunció que había escrito y dirigido una película de terror durante 15 días en agosto. En noviembre de 2020, se anunció que el elenco incluía a Joel Fry, Ellora Torchia, Hayley Squires y Reece Shearsmith, y que Neon la distribuiría en los Estados Unidos.
Clint Mansell, que ha trabajado con el director Ben Wheatley en sus películas anteriores, compuso la banda sonora de la película. Lakeshore Records y Invada Records lanzaron la banda sonora.

## Estreno
La película se estrenó en el Festival de Cine de Sundance  el 29 de enero de 2021 y se estrenó en cines el 16 de abril de 2021. Fue estrenada en vídeo bajo demanda el 7 de mayo de 2021.
In the Earth fue lanzada en Blu-ray y DVD el 25 de octubre de 2021 por Universal Pictures Home Entertainment (a través de Warner Bros. Home Entertainment) en el Reino Unido.[cita requerida]